# Zahrenholz
Zahrenholz ist ein Ortsteil von Groß Oesingen, einer Gemeinde im Landkreis Gifhorn in Niedersachsen.

## Geographie

### Lage
Zahrenholz liegt rund 20 Kilometer nördlich der Kreisstadt Gifhorn. Die Landschaft um Zahrenholz gehört zur Südheide. Rund einen Kilometer südöstlich von Zahrenholz fließt die Wiehe vorbei.

## Geschichte

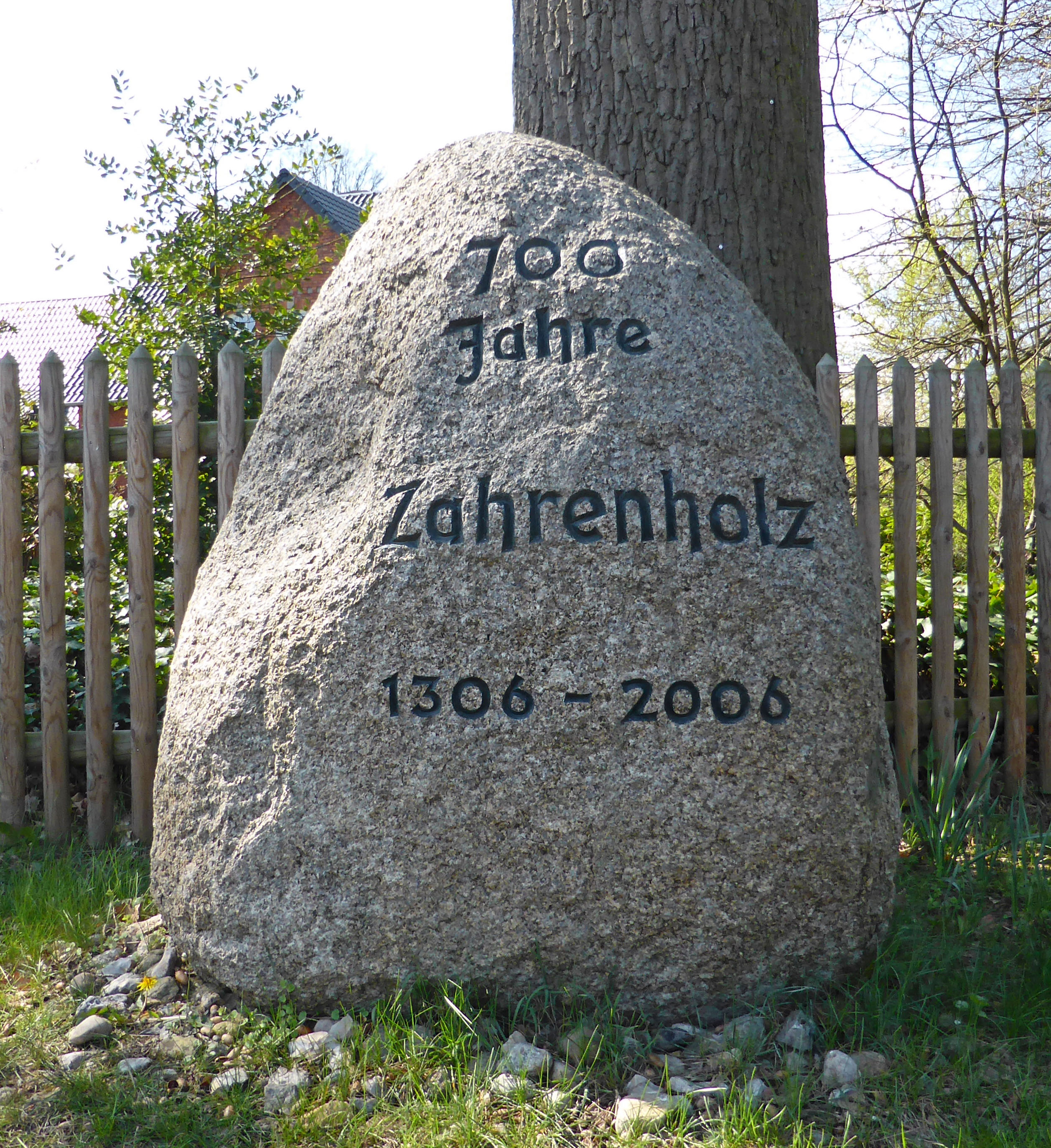
Gedenkstein

Die ersten Hofstellen wurden rund um den Dorfteich errichtet. Die erste bekannte Erwähnung von Zahrenholz erfolgte im Jahre 1306 als „Zernholt“ in einer Urkunde, die heute im Niedersächsischen Landesarchiv, Abteilung Wolfenbüttel, verwahrt wird. Mit ihr belehnt der Dompropst zu Hildesheim die in Ahnsbeck ansässigen Brüder Hinricus und Anno (V.) von Heimburg mit Zahrenholz.
1421 wurden Herren von Marenholtz als Grundherren in Zahrenholz genannt. Im Laufe der folgenden Jahrhunderte nahm die Zahl der Höfe nur geringfügig zu. 1489 sind in einem Steuerverzeichnis vier Vollhöfe und zwei wüst liegende Höfe in „Tzarnholte“ aufgeführt. 1564 nennt ein Steuerverzeichnis sieben Höfe sowie je einen Schäfer und Hirten. Im 17. und 18. Jahrhundert wurden acht Höfe zuzüglich Schäfer und Hirten gezählt.
In der Franzosenzeit gehörte Zahrenholz zum Distrikt Celle im Departement der Aller des Königreichs Westphalen. 1885 wurde der Kreis Isenhagen gegründet, dem Zahrenholz angehörte. Zuvor gehörte Zahrenholz zum Amt Isenhagen.
Im Ersten Weltkrieg verloren von 1914 bis 1918 fünf Männer aus Zahrenholz ihr Leben. Um 1923 wurde Zahrenholz an das Stromnetz angeschlossen. Von 1927 bis 1934 wurde in der westlichen Gemarkung der Gemeinde Zahrenholz die Siedlung Schmarloh angelegt. 1932 wurde der Kreis Isenhagen aufgelöst, seitdem gehört Zahrenholz zum Landkreis Gifhorn. 1935/36 erfolgte der Bau einer Schule, um den Kindern den Fußweg zur Schule nach Groß Oesingen zu ersparen.
Als zum Ende des Zweiten Weltkriegs hin US-amerikanische Jagdflugzeuge die Luftüberlegenheit über das Deutsche Reich erlangt hatten und die Luftwaffe ihre Flugzeuge nach Osten verlegte, wurde im September 1944 bei Zahrenholz der Feldflugplatz „Zahrenholz Süd-West“ angelegt, da der nahegelegene Flugplatz Wesendorf überbelegt war. Im März 1945 wurde der Feldflugplatz wieder aufgegeben. Als im April 1945 im Zuge der Räumung des Fliegerhorstes Wesendorf nochmals Flugzeuge auf dem Feldflugplatz „Zahrenholz Süd-West“ landeten, wurden diese von US-amerikanischen Tieffliegern entdeckt und in Brand geschossen. Am 17. April 1945 wurde Zahrenholz von US-amerikanischen Truppen eingenommen. Der Zweite Weltkrieg forderte von 1939 bis 1945 17 Opfer aus Zahrenholz. Die Namen der gefallenen Soldaten beider Weltkriege aus Zahrenholz sowie aus den Familien der in Zahrenholz untergekommenen Heimatvertriebenen sind auf dem Kriegerdenkmal in Zahrenholz verzeichnet.
1949 wurde rund zwei Kilometer südwestlich von Zahrenholz die zur Gemeinde Zahrenholz gehörende Siedlung Texas gegründet. Infolge der Vertreibung Deutscher aus Mittel- und Osteuropa nach dem Zweiten Weltkrieg hatte sich die Einwohnerzahl der Gemeinde Zahrenholz von 213 (1939) auf 391 (1950) vergrößert, davon waren 1950 172 Heimatvertriebene. Da es in Zahrenholz außerhalb der Landwirtschaft kaum Arbeitsmöglichkeiten gab, zogen viele der Heimatvertriebenen schon nach wenigen Jahren wieder fort.
1950/51 erfolgte der Bau des Friedhofs. 1953 begann in der Gemarkung Zahrenholz eine Probebohrung auf der Suche nach Erdöl, die fündig wurde. Bis 1991 wurde in der Gemarkung Zahrenholz Erdöl gefördert, dann war die Lagerstätte erschöpft. 1965 wurden die Feuerwehr Zahrenholz aufgelöst sowie die Schule geschlossen, 1970 das Dorfgemeinschaftshaus erbaut.
Am 1. März 1974 wurde Zahrenholz im Zuge der Gebietsreform in Niedersachsen in die Gemeinde Groß Oesingen eingegliedert, die Gemeinde Zahrenholz wurde in diesem Zusammenhang aufgelöst. Letzter Bürgermeister der Gemeinde Zahrenholz war seit 1968 Erich Lüdemann. 1980 wurden die Haushalte in Zahrenholz an die zentrale Wasserversorgung angeschlossen, in den 1980er Jahren auch an die Kanalisation. 1993 bekam Zahrenholz Straßennamen, zuvor waren die Häuser nummeriert. 2021 wurde der Verein „Pro-Wind-Zahrenholz e.V.“ gegründet.

### Einwohnerentwicklung
| Jahr      | 1781 | 1848 | 1885 | 1905 | 1910 | 1925 | 1933 | 1939 | 1950 | 1961 | 1971 | 2006 |
| --------- | ---- | ---- | ---- | ---- | ---- | ---- | ---- | ---- | ---- | ---- | ---- | ---- |
| Einwohner | 67   | 102  | 112  | 116  | 123  | 142  | 187  | 213  | 391  | 317  | 267  | 293  |

In den Einwohnerzahlen ist auch die Bevölkerung der Ortsteile Schmarloh (ab 1933) und Texas (ab 1950) enthalten.

## Religion
Die Region um Zahrenholz wurde durch die Reformation protestantisch geprägt. Eine Kirche ist in Zahrenholz nicht vorhanden. Die nächstliegenden evangelisch-lutherischen Kirchen befinden sich in Groß Oesingen, Katholiken in Zahrenholz gehören zur Pfarrei Wittingen mit der nähergelegenen Filialkirche Mariä Himmelfahrt (Wesendorf).

## Kultur und Sehenswürdigkeiten

### Bauwerke

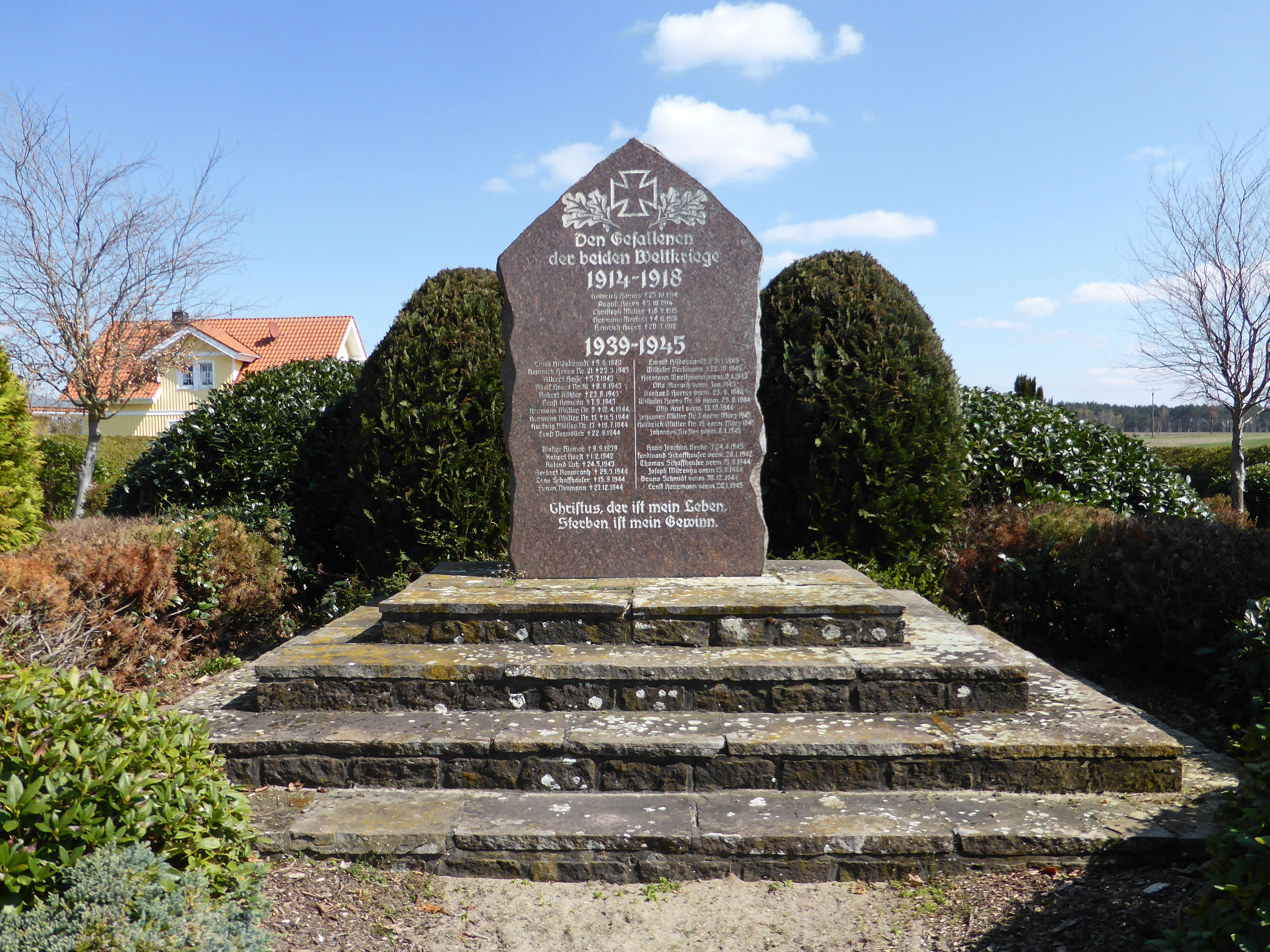
Kriegerdenkmal

Das Kriegerdenkmal auf dem Friedhof erinnert an die Opfer der beiden Weltkriege aus Zahrenholz. Zwölf im Zweiten Weltkrieg gefallene und vermisste Angehörige der Heimatvertriebenen, die sich in Zahrenholz niedergelassen hatten, sind im unteren Bereich des Denkmals namentlich erwähnt.
Im Denkmalatlas Niedersachsen sind keine Gebäude in Zahrenholz als Baudenkmale verzeichnet (Stand 2021). Viele der historischen Gebäude von Zahrenholz sind durch Modernisierungen oder Umnutzungen erheblich verändert worden.

### Sport
Fußball wird im FC Zahrenholz gespielt.

## Wirtschaft und Infrastruktur

### Unternehmen

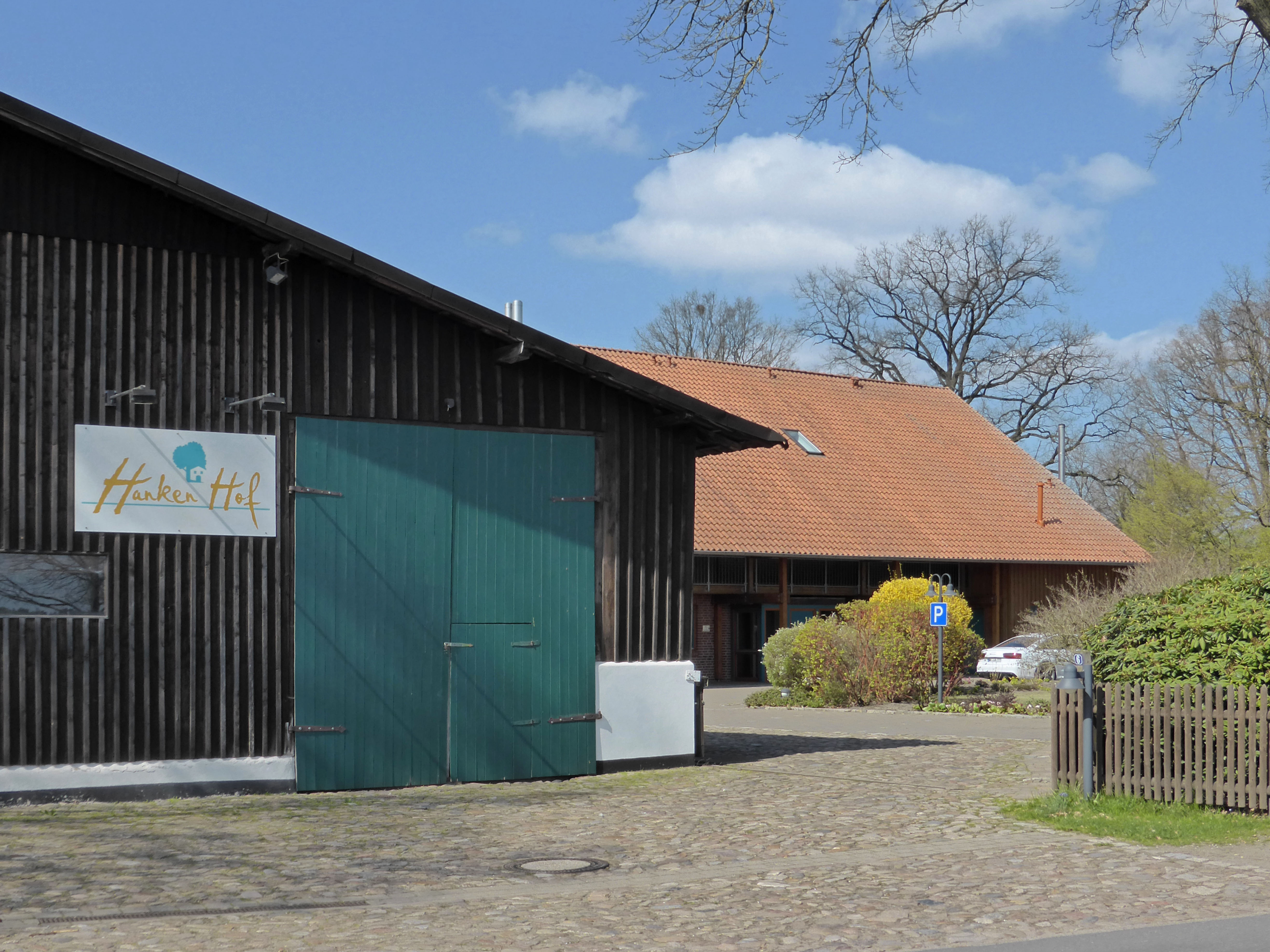
Hotel „Hanken-Hof“

Die Poststelle II Zahrenholz, die seit 1931 bestand und dem Leitpostamt Wittingen zugeordnet war, wurde 1997 geschlossen. Sie trug nach der Eingemeindung von Zahrenholz nach Groß Oesingen die Bezeichnung „Groß Oesingen 2“. Heute ist in Zahrenholz nur noch ein Postbriefkasten vorhanden.
Der kleine Kolonialwarenladen wurde 1956 geschlossen, Einkaufsmöglichkeiten des täglichen Bedarfs sind heute keine mehr in Zahrenholz zu finden.
Räume für Veranstaltungen sowie Übernachtungsmöglichkeiten bietet seit 1998 das Hotel „Hanken Hof“, das in den Wirtschaftsgebäuden eines Bauernhofes eingerichtet wurde. Die 1909 erbaute Gaststätte von Heinrich Thölke wurde Anfang der 1960er Jahre geschlossen.
Das „Druckhaus Harms e.K.“ hat seit 2005 seinen Tätigkeitsschwerpunkt auf der Herstellung von Gemeindebriefen. Das Unternehmen entstand 1978 als Versandbuchhandlung aus dem Büchertisch der Immanuelsgemeinde in Groß Oesingen und wurde 1988 um eine Druckerei ergänzt. Seit 1999 ist das Unternehmen am heutigen Standort am Martin-Luther-Weg ansässig.
Auch einige kleine Handwerks- und Dienstleistungsbetriebe sind in Zahrenholz ansässig.

### Öffentliche Einrichtungen

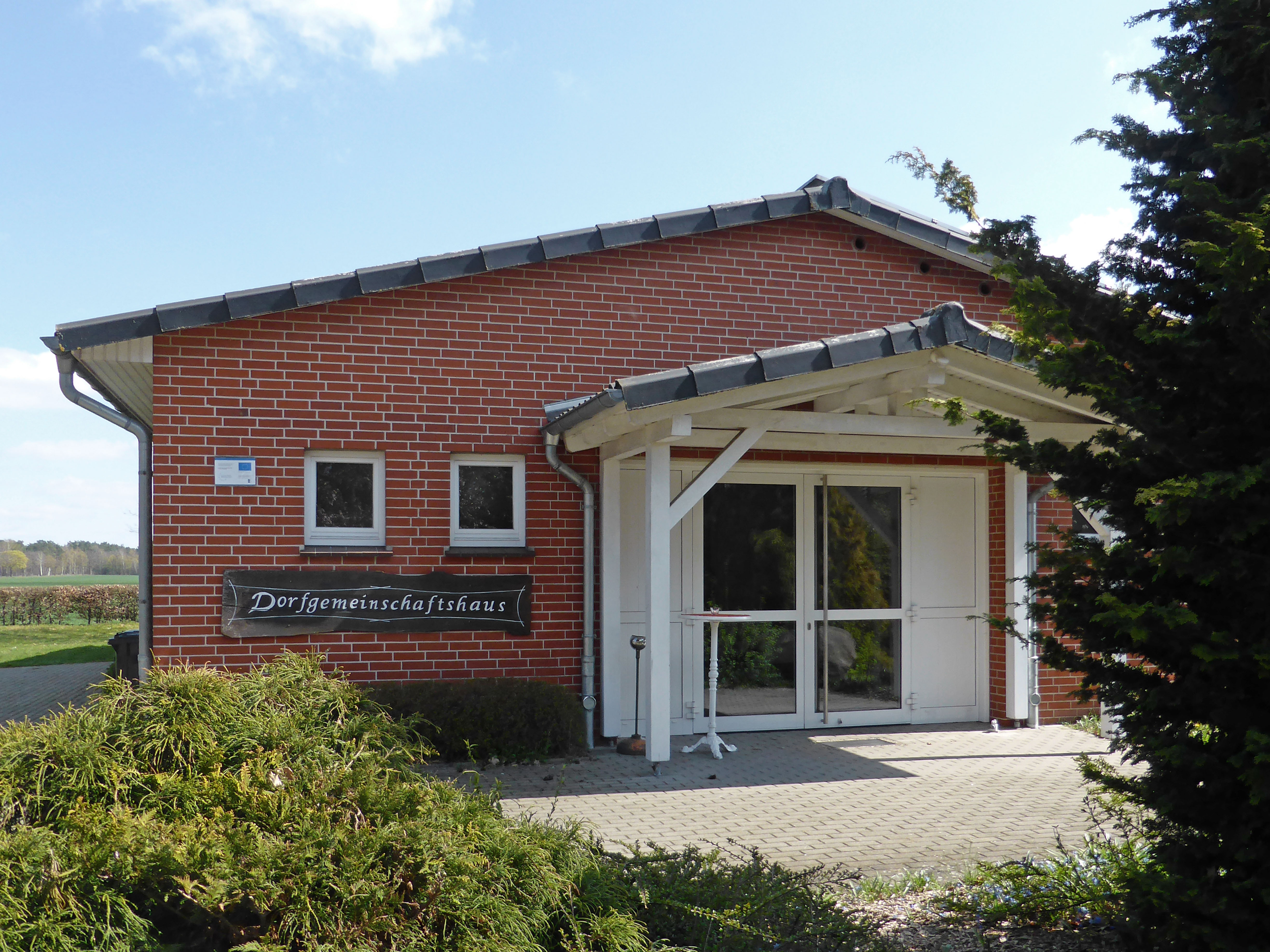
Dorfgemeinschaftshaus

Das Dorfgemeinschaftshaus wurde 1970 erbaut, finanziert aus dem Verkaufserlös des ehemaligen Schulgebäudes.
Für Kinder steht seit den 1970er Jahren ein Spielplatz zur Verfügung, der auf der Fläche des in den 1960er Jahren zugeschütteten Dorfteiches eingerichtet wurde.
Der Friedhof wurde 1950/51 angelegt, nachdem sich die Einwohnerzahl von Zahrenholz durch den Bau der Siedlungen Schmarloh und Texas sowie durch den Zuzug von Heimatvertriebenen nach dem Zweiten Weltkrieg erheblich vergrößert hatte. Zuvor wurden die Verstorbenen aus Zahrenholz auf dem Friedhof in Groß Oesingen bestattet. 1951 wurde auf dem Friedhof das Kriegerdenkmal für Gefallene und Vermissten der beiden Weltkriege errichtet.

### Bildung

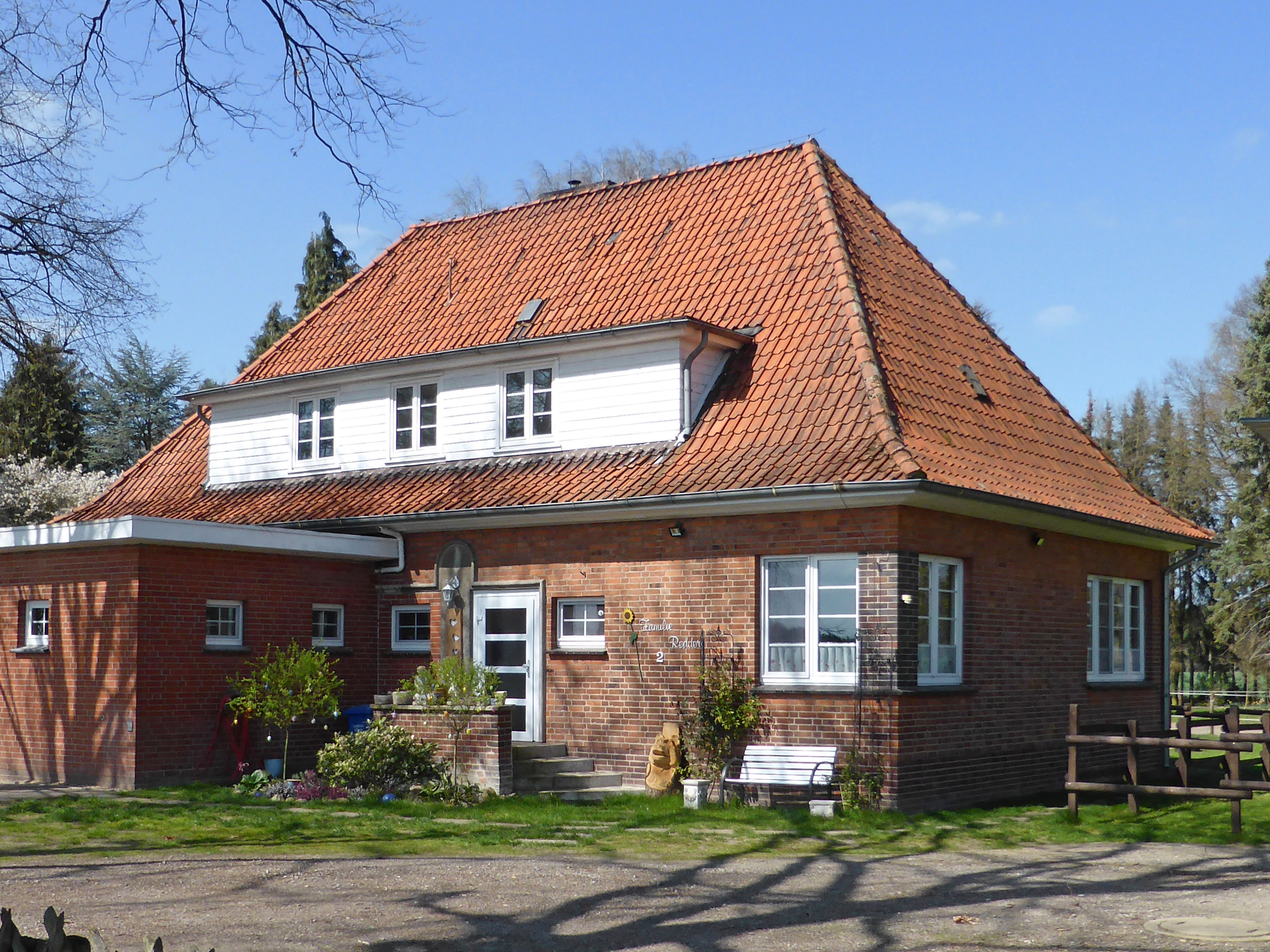
Ehemalige Schule

1935 begann der Bau einer gemeinsamen Schule für die Kinder des Dorfs Zahrenholz und der Siedlung Schmarloh, die am Weg zwischen dem Dorf Zahrenholz und der Siedlung Schmarloh lag, um den Kindern den weiten Fußweg zur Schule nach Groß Oesingen zu ersparen. Am 19. August 1936 erfolgte die Einweihung der Schule, und 1958 wurde das Schulgebäude um einen zweiten Klassenraum erweitert. 1965 wurde die Schule geschlossen und verkauft. Im ehemaligen Schulgebäude wurde durch Georg Niemeyer die Gaststätte „Heidpark“ eingerichtet, die jedoch nur wenige Jahre Bestand hatte. Über eine Kindertagesstätte verfügt Zahrenholz nicht.

### Verkehr
Zahrenholz liegt abseits der großen Verkehrswege. Rund zwei Kilometer östlich von Zahrenholz verläuft die Bundesstraße 4, die von Zahrenholz über Groß Oesingen erreichbar ist. Die Kreisstraße 3 beginnt in Zahrenholz und verläuft in östlicher Richtung bis zur Kreisstraße 2 in Groß Oesingen, sie trägt in Zahrenholz die Bezeichnung „Oesinger Straße“. In westlicher Richtung führt eine Gemeindestraße nach Schmarloh, in südwestlicher Richtung führt eine Gemeindestraße nach Texas. Linienbusse fahren von Zahrenholz nach Groß Oesingen, Schmarloh und Texas.